# Балсукова, Анна Сергеевна
Анна Сергеевна Баслукова (в девичестве — Бомбоева, род. 2 июня 1992 года) — российская спортсменка, стрелок из лука. Двукратный бронзовый призер чемпионата Европы в помещении в командных соревнованиях (2011, 2013). Серебряный призер этапа кубка мира в командных соревнованиях (2011). Бронзовый призер Всемирной летней универсиады в командных соревнованиях (2015). Двукратный серебряный призер первенства мира в личных и командных соревнованиях (2009).
Чемпионка России (2018), двукратный серебряный (2011, 2016) и бронзовый (2014) призер чемпионата России в личных соревнованиях. Четырехкратная чемпионка России (2011, 2013, 2015, 2018) и двукратный бронзовый (2016, 2019) призер чемпионата России в командных соревнованиях. Двукратный серебряный призер чемпионата России в помещении в личных соревнованиях (2011, 2016). Пятикратная чемпионка России в помещении (2013, 2014, 2015, 2019, 2021) и бронзовый призер чемпионата России в помещении (2011) в командных соревнованиях (по данным от 2008 года).
Мастер спорта России международного класса.